# X-FAB
X-FAB Silicon Foundries — немецкая компания, группа фабрик по производству микросхем и полупроводниковых приборов с главным офисом в Эрфурте (X-FAB Semiconductor Foundries AG).

## История
Компания создана из подразделений бывшего комбината полупроводниковых схем VEB Mikroelektronik «Karl Marx», главный офис и часть производственных мощностей которого были расположены в Эрфурте с 1989 года. Основанный в 1978 году, этот комбинат представлял собой ассоциацию ряда полупроводниковых производств ГДР, расположенных в различных местах, в том числе, Zentrum Mikroelektronik Dresden (ZMD).
После объединения Германии произошло разделение и дальнейшая частичная приватизация данного комбината частными предприятиями. Объекты в Эрфурте были частично приватизированы в 1992 году и попали в собственность Melexis и Thuringia), в том числе X-FAB Gesellschaft zur Fertigung von Wafern mbH (производство) и Thesys Gesellschaft für Mikroelektronik mbH (проектный центр). В 1999 году оба этих предприятия проданы компании ELEX N.V., руководимой Роланом Дюшатле (Roland Duchâtelet), бельгийским инвестором.
С 2009 года объединение X-FAB владело пятью производственными центрами, а производство в Плимуте, Великобритания, было продано наполовину в декабре того же года.
С 2010 года X-FAB владеет четырьмя кремниевыми производствами, расположенными в Германии (Эрфурт и Дрезден, в 2007 году производство ZMD вошло в состав X-FAB), в Малайзии (Кучинг) и в США (Лаббок, Техас). Число сотрудников — порядка 2600 человек, объем прибыли в 2007 достиг 299,3 миллионов евро. Генеральный директор — Ханс-Юрген Штрауб.
В ноябре 2012 года компания приобрела немецкую фирму MEMS Foundry Itzehoe GmbH (Итцехое, Германия), специализирующуюся на выпуске МЭМС доведя, таким образом, число своих производств до пяти.
В 2016 году группа X-FAB купила активы французской компании Altis Semiconductor, после чего фабрик стало шесть.

## Продукция
Компания специализируется на производстве аналоговых и цифроаналоговых интегральных микросхем для бесфабричных компаний (выпускает интегральные схемы с проектными нормами в пределах от 1 мкм до 130 нм).
МЭМС и высоковольтные компоненты.
Продукция X-FAB находит применение в автомобильной электронике, средствах связи, промышленном оборудовании и во многих других отраслях.